# Jørgen Sørlie
Jørgen Sørlie (29 novembre 1956) è un ex calciatore norvegese, di ruolo centrocampista.

## Carriera

### Club
Sørlie debuttò con la maglia del Rosenborg in data 22 aprile 1979, in occasione di una vittoria per 2-01 sul Bodø/Glimt. Nello stesso anno, fu capocannoniere della squadra assieme a Viggo Sundmoen, entrambi a 7 reti. Fece parte della squadra che vinse il campionato 1985. Rimase in forza al Rosenborg fino al 1986, totalizzando 125 presenze e 22 reti in campionato.

## Palmarès

### Club

#### Competizioni nazionali
- Campionato norvegese: 1

Rosenborg: 1985